# Laurie Simmons
Laurie Simmons (Long Island, Nueva York, 3 de octubre de 1949) es una actriz, fotógrafa y cineasta estadounidense. Desde mediados de la década de 1970, ha representado escenas con muñecas, personas, muñecos ventrílocuos y objetos con piernas, para crear fotografías que hacen referencia a escenas domésticas. Ella formó parte de The Pictures Generation, nombre que se le dio a un grupo de artistas —que incluía a Cindy Sherman, Barbara Kruger y Louise Lawler— que expusieron en 2009 en el Museo de Arte Moderno de Nueva York.

## Primeros años
Simmons nació en Long Island, Nueva York, hija de Dorothy "Dot" Simmons, ama de casa y Samuel Ira "Sam" Simmons, dentista. Sus padres eran de ascendencia judía, y ella fue criada en una comunidad judía.
Simmons recibió un BFA de la Tyler School of Art, en 1971.

## Carrera

### Fotografía
- Early black and white (Blanco y negro temprano), (1976): Las primeras obras maduras de Simmons, fotografiadas en 1976, fueron imágenes en blanco y negro tomadas en una casa de muñecas, con variaciones de habitaciones vacías, particularmente en el baño, usando la luz del sol y diferentes ángulos para crear un "escenario deslumbrante y onírico".[13] Luego agregó una muñeca de una ama de casa con un juego de cocina y "fotografió la figura una y otra vez en varias posiciones —de pie y sentada en la mesa, en el mostrador, en una esquina y volteada de cabeza con la cocina en desorden—. El ambiente es dramáticamente diferente al de las vistas del baño".[13][14]
- Black Series (Serie negra): Para el trabajo Black Series, Simmons construyó habitaciones sobrias con muebles de casas de muñecas y réplicas de obras de arte icónicas y fácilmente reconocibles. Simmons consideró las fotografías de estos espacios interiores como su obra más fuerte en ese momento.[15]
- Early Color Interiors (Interiores de color temprano), (1978): En 1978, Simmons comenzó a rodar en color las figuras de la casa de muñecas, para crear la serie "Early Color Interiors". En esa época, la fotografía en color se asociaba "más comúnmente con el artificio de la fotografía comercial, mientras que la fotografía en blanco y negro se percibía como más verídica". Al utilizar las técnicas y procesos identificados con la publicidad, la moda y el cine, Simmons vinculó su trabajo a un reino de creencias suspendidas: el reino de la fantasía y la ficción que sustentaba muchos de sus recuerdos y anhelos".[13][16]
- Cowboys (Vaqueros): Después de dedicar mucho interés en sus Early Color Interiors, Simmons comenzó a buscar nuevos temas y decidió fotografiar un conjunto de figuras de vaqueros que pertenecían a Carroll Dunham.[15] Los vaqueros estaban a caballo en un ambiente al aire libre y restricciones, fotografiado en un estilo que recuerda a las películas de westerns de la televisión.[13]
- Water Ballet (Ballet acuático), (1979-1981): En 1979, Simmons comenzó a fotografiar muñecas en una pecera y, finalmente, flotando bajo el agua en una piscina de tamaño natural. Durante este proceso, dirigió su cámara subacuática a personas reales nadando. El resultado fue "Water Ballet", una serie que se desarrolló a medida que Simmons coreografiaba movimientos bajo el agua para sus amigos y fotografiaba sus interpretaciones.[13][17]
- Color Coordinated Interiors (Interiores coordinados por colores), (principios de la década de 1980): A principios de los años ochenta, creó la serie "Color-Coordinated Interiors" que utilizaba muñecas japonesas llamadas Teenettes, juguetes monocromos de mujeres que Simmons fotografiaba delante de imágenes proyectadas en el interior de habitaciones decoradas.[13] Las muñecas hacían juego con el tema del color de las habitaciones.
- Tourism (Turismo), (1984): La serie que siguió fue "Turismo", en 1984, que también usaba las muñecas "Teenette", pero las mostró en grupos que visitaron lugares famosos de todo el mundo, como la Torre Eiffel, las Pirámides, el Partenón y el Taj Mahal.[13] Esta serie investigó la mediación de estos lugares a través de la fotografía y los medios de comunicación en lugar de la experiencia real. "Al fotografiar la serie "Tourism", utilizó la misma estrategia que empleó para los "Color-Coordinated Interiors" , poblando vistas de postales, irrealmente prístinas, con sus muñecas a través de la retroproyección. Las figuras están basadas en color en la escena de fondo, la cual era a menudo era involuntariamente monocromática debido a la mala calidad de la diapositiva".[13] Las diapositivas fueron recopiladas por Simmons de tiendas turísticas y colecciones de museos.[13]
- Talking Objects (Objetos parlantes), (1987): En 1987, Simmons visitó el Museo Vent Haven en Kentucky. Posteriormente, durante los siguientes años, fotografió varios maniquíes y objetos de utilería, dando como resultado la serie "Talking Objects".[18]
- Walking and Lying Objects (Caminar y objetos mentirosos), (1987-1991): Simmons comenzó a utilizar objetos sobre piernas en su serie "Walking & Lying Objects" de finales de los años ochenta. El primer trabajo de esta serie es una obra de 1987 titulada "Walking Camera I (Jimmy the Camera)", del amigo y excompañero de habitación de Simmons, el fallecido artista Jimmy De Sana, que vestía un disfraz de cámara de caja antiguo.[19] Las fotografías que siguen utilizan miniaturas y pequeñas piernas de muñeca. "Mientras anima los objetos, Simmons interpreta varios papeles", escribió la curadora Jan Howard en un ensayo que acompaña la retrospectiva de Simmons en el Museo de Arte de Baltimore. "Sus mujeres transformadas desfilan a través de un escenario simulado, como si fuera un desfile de modas o un musical, llevando los accesorios con los que se identifican."[13]
- Clothes Make the Man (La ropa hace al hombre): Esta serie de esculturas masculinas fueron realizadas en colaboración con el fabricante de figuras Alan Semok. Los siete maniquíes eran idénticos, diferenciados solo por sus ropas y subtítulos.[13] Simmons declaró de la serie "....fue solo por estas diferencias diminutas en la forma en que nos vemos o actuamos que nos hacen sentir tan profundamente diferentes".[20]
- Café of the Inner Mind (Café de la Mente Interior): Simmons más adelante examinó de manera más crítica a los muñecos, fotografiándolos en entornos y utilizando el collage para interponer sus pensamientos o visualizaciones. Al igual que los ventrílocuos que había visto de niña, Simmons dio a los muñecos un diálogo basado en sus propias proyecciones.[13] Según Simmons, "el muñeco es una metáfora para mentir y decir la verdad. La forma en que el ventrílocuo es capaz de decir lo que él o ella quiera, a través de este otro personaje. No tienes que responsabilizarte por nada de lo que estás diciendo porque el muñeco lo dijo o el muñeco lo hizo. Me hizo pensar en muchas cosas, desde la difusión de noticias hasta los oradores públicos, políticos y amigos."[20]
- Kaleidoscope House (La casa del caleidoscopio), (2001): En 2001, Simmons colaboró con el arquitecto Peter Wheelwright para diseñar una casa de muñecas, modernista e interactiva, llamada "Kaleidoscope House".[21] La casa fue decorada con obras de arte en miniatura y muebles de artistas y diseñadores contemporáneos.[22] En la declaración artística del proyecto, Laurie Simmons y Peter Wheelwright escribieron: "La Casa Kaleidoscope surgió de nuestros intereses compartidos en la domesticidad y, en particular, en las prácticas cambiantes del hogar y la familia. Nuestro trabajo individual en fotografía y arquitectura se ha centrado en estos temas, y los estímulos de nuestros respectivos hijos han figurado a menudo en nuestro pensamiento. Claramente, hay una necesidad de una nueva casa de muñecas en la sala de juegos de la familia. Nuestra esperanza es que La Casa del Calidoscopio, con sus transparencias deslizantes y sus aspectos cambiantes, ofrezca una vista colorida a nuevas posibilidades lúdicas".[23] La Casa Caleidoscopio se ha convertido en una especie de objeto de culto de colección, y la casa y los accesorios todavía se pueden encontrar en los sitios web de comercio electrónico.
- The Instant Decorator (El Decorador Instantáneo), (2001): En 2001, Simmons comenzó su serie "Instant Decorator", basada en un libro de decoración de interiores de 1976 del mismo nombre, que proporcionaba plantillas de habitaciones para que el cliente las rellenara con muestras de tela y pintura. La serie presenta obras que se asemejan a un collage y están opulentamente llenas de accesorios y personajes en dramáticas mises en scène.[24]
- The Love Doll (La muñeca del amor ), (2009): En 2009, Simmons comenzó una nueva serie llamada "The Love Doll", con una muñeca de tamaño natural de Japón. Esta serie documenta los días en desarrollo en la vida de la muñeca.[25]
- Kigurumi, Dollers, and How We See (Kigurumi, Dollers y cómo vemos): Después de explorar muñecas a escala real, Simmons descubrió un tipo de juego de disfraces japonés llamado kigurumi en el que los participantes se convierten en personajes de muñecas al vestirse con máscaras y leotardos. Simmons presenta esta experiencia social transformadora y la relaciona con nuestra relación con las redes sociales.[26]

### Películas
En 2006, Simmons hizo su primera película, The Music of Regret . La película está pensada como una extensión de sus fotografías, dando vida a sus objetos con la participación de músicos, titiriteros profesionales, bailarines de Alvin Ailey, el director de fotografía de Hollywood Ed Lachman y la actriz Meryl Streep. Este musical de tres actos crea una narrativa entre objetos icónicos encontrados en sus fotografías.
Simmons protagonizó un largometraje de su hija Lena Dunham, titulado Tiny Furniture, que fue filmado en 2009 y se presentó en el festival de cine South by Southwest en 2010. El personaje de Simmons, Siri, estaba basado, en líneas generales, en ella misma. La película ganó varios premios en 2010, incluyendo el Premio del Jurado a la Mejor Película Narrativa, el Independent Spirit Award al Mejor Primer Guion, el premio de Los Angeles Film Critics Association's New Generation Awards y el premio Independient Visions del Sarasota Film Festival. Fue nominada al Gotham Awards por la mejor interpretación en conjunto y al mejor director nuevo.

### Moda
En 2008, Simmons colaboró con el diseñador Thakoon Panichgul con el propósito de crear telas para su línea Primavera 2009. El patrón presentaba una variación en la serie de Simmons "Walking & Lying Objects" de finales de los años ochenta, el cual incluía varios objetos animados con piernas en diferentes posiciones. El tejido para la línea de Thakoon estaba basado en piernas emparejadas con una rosa.
Simmons también colaboró con Peter Jensen en su colección de primavera de 2010. Jensen fotografió modelos en poses, dirigidas por Simmons, basadas en imágenes de revistas de moda de los años 60 y 70. Las fotografías resultantes se cortaron luego en muñecas de papel, se vistieron con una versión en miniatura de la colección de primavera de Jensen y se colocaron dentro de las típicas casas de muñecas de Simmons. El libro de fotografías fue publicado para la London Fashion Week, 2009.

## Feminismo
Gran parte del trabajo de Simmons se refiere al papel de las mujeres en la sociedad. Sus fotos de 'objetos sobre piernas' muestran artículos de consumo como casas de muñecas, pasteles, pistolas e instrumentos musicales con piernas largas y delgadas, con la intención de hacer una declaración sobre los roles de tradicionales de género. En 1972, Simmons descubrió una antigua casa de muñecas en el ático de una tienda de juguetes en Liberty, Nueva York. Esto sucedió durante la segunda ola de feminismo en donde las muñecas eran vistas con escepticismo por muchos que afirmaban que los juguetes apoyaban el sutil adoctrinamiento doméstico de las niñas. Simmons se sintió atraída por la extraña y fuerte atracción de las muñecas y las casas de muñecas y comenzó a fotografiarlas.
En una entrevista de marzo de 2014, Simmons declaró: "Cuando agarré una cámara con un grupo de otras mujeres, no voy a decir que fue un acto radical, pero ciertamente lo estábamos haciendo como una especie de desafío o reacción a un mundo de la pintura dominado por los hombres".

## En la cultura popular
Simmons hizo una aparición como invitada en Gossip Girl, en 2011, para hacer un retrato de la familia Van der Woodsen en un estilo que se parecía a su serie "Decorator Series" de 2001.
Carroll Simmons, colectivo de performance con sede en Brooklyn, toma su nombre de la combinación del apellido de Simmons con primer nombre de su esposo Carroll Dunham.

## Vida personal
Simmons vive y trabaja en la ciudad de Nueva York y en Cornwall, Connecticut, con su esposo, el pintor Carroll Dunham. Tienen dos hijas: la actriz y escritora Lena Dunham y la escritora / activista Grace Dunham.

## Exposiciones
Exposiciones individuales seleccionadas.
- 1979: "Early Color Interiors" - Artists Space (Nueva York, NY)[13]
- 1979: PS1 Centro de Arte Contemporáneo.[38]
- 1980: Metro Pictures Gallery (Nueva York, NY)[38]
- 2015: Museo Judío (Manhattan), "How We See", del 13 de marzo al 16 de agosto

Exposiciones colectivas seleccionadas.
- 2000: Open Ends: Minimalism and After - Museo de Arte Moderno (Nueva York, NY)[39]
- 2009: 'Pictures Generation, 1974 -1984' - Metropolitan Museum of Art (Nueva York, NY)
- 2010: 'Off The Wall: Part 1 - 30 Performative Actions' - Whitney Museum of American Art (Nueva York, NY)
- 2011: ' by Women: A History of Modern Photography' - Museo de Arte Moderno (Nueva York, NY)

Retrospectivas
- 1990: San Jose Museum of Art (San José, CA)
- 1997: The Baltimore Museum of Art  (Baltimore, MD)
- 2012: Gothenburg Museum of Art (Suecia)
- 2014: The Neues Museum in Núremberg (Alemania)

Colecciones permanentes
- Galería de Arte Corcoran (Washington D. C.)
- Museo Hara (Tokio)
- Museo Judío (Manhattan) (Nueva York, NY)[40]
- Museo Metropolitano de Arte
- Museo de Arte Contemporáneo (Los Angeles, CA)
- Museo de Arte Moderno
- Museo de Arte de Filadelfia
- Museo de Arte Contemporáneo de Scottsdale (Scottsdale, AZ)
- Solomon R Guggenheim Museo de Arte
- Museo Stedelijk (Ámsterdam)
- Centro de Arte Walker (Minneapolis, MN)
- Museo Whitney de Arte Americano

## Honores
- 1984: [./https://en.wikipedia.org/wiki/National_Endowment_for_the_Arts National Endowment for the Arts] Grant
- 1997: Beca Guggenheim
- 2005: The American Academy in Rome, residencia de Roy Lichtenstein en artes visuales
- 2006: Temple University, Distinguished Alumni Award
- 2013: Brooklyn Museum, Women in the Arts

## Filmografía
- 2006: The Music of Remret - Productora, escritora, directora
- 2010: Tiny Furniture - como Siri
- 2016: My Art - Directora, escritora

## Obras y publicaciones
- Simmons, Laurie (1983). In and Around the House: Photographs, 1976-1979. Buffalo, NY: CEPA. ISBN 978-0-939-78406-6. OCLC 10276353.
- 鈴木行; Simmons, Laurie; Sherman, Cindy (entrevistada por); Suzuki, Gyoh (1987).  AM Corporation, ed. Laurie Simmons = LS, Laurie Simmons = Rōrī Shimonzu shashinshū (en japonés, Inglés). Tokyo: Parco. ISBN 978-4-891-94155-0. OCLC 19034862.
- Simmons, Laurie (1987). Laurie Simmons: Water Ballet/Family Collision. Minneapolis, MN: Walker Art Center. ISBN 978-0-935-64023-6. OCLC 16756308.
- Simmons, Laurie; Cameron, Dan (1990). Laurie Simmons, San Jose Museum of Art (Catálogo de exposición). San Jose, CA: San Jose Museum of Art. ISBN 978-0-938-17510-0. OCLC 922655066. Catálogo de una exposición realizada en el San Jose Museum of Art, California, 21 de octubre -30 de diciembre de 1990.
- Simmons, Laurie; Charlesworth, Sarah (entrevistada por) (1994).  Bartman, William S., ed. Laurie Simmons. Encino, CA: A.R.T. Press. ISBN 978-0-923-18313-4. OCLC 924758133.
- Howard, Jan; Simmons, Laurie (1997). Laurie Simmons: The Music of Regret (Catálogo de exposición). Baltimore: Baltimore Museum of Art. ISBN 978-0-912-29869-6. OCLC 37424930.  Publicado en conjunto con la exposición celebrada del 28 de mayo al 10 de agosto de 1997 en el Museo de Arte de Baltimore.
- Simmons, Laurie; Schorr, Collier (texto por) (2002). Laurie Simmons: Photographs 1978/79. New York, NY: Skarstedt. ISBN 978-0-970-90903-9. OCLC 50475850. Publicado con motivo de la exposición del mismo nombre, del 4 de mayo al 29 de junio de 2002.
- Simmons, Laurie; Squiers, Carol (textos por) (2003). Laurie Simmons: In and Around the House, Photographs, 1976-78. New York: Carolina Nitsch Editions. ISBN 978-0-974-06660-8. OCLC 53190565.
- Linker, Kate (2005). Laurie Simmons: Walking, Talking, Lying (1ra edición). New York: Aperture. ISBN 978-1-931-78859-5. OCLC 964632609.
- Simmons, Laurie (2007). Laurie Simmons: Color Coordinated Interiors 1983. New York: Skarstedt Fine Art. ISBN 978-0-970-90906-0. OCLC 154788379.  Catálogo de una exposición celebrada en Skarstedt Fine Art, Nueva York (19 de septiembre al 27 de octubre de 2007) y Sperone Westwater, Nueva York (27 de abril - 30 de junio de 2006)
- Simmons, Laurie; Greenberg Rohatyn, Jean (ensayo introductorio por) (2012).  Tillman, Lynne, ed. The Love Doll. New York / Tokyo: Salon 94 / Tomio Koyama. ISBN 978-0-615-59689-1. OCLC 829059684. Simmons, Laurie; Greenberg Rohatyn, Jean (introductory essay by) (2012).  Tillman, Lynne, ed. The Love Doll. New York / Tokyo: Salon 94 / Tomio Koyama. ISBN 978-0-615-59689-1. OCLC 829059684.Publicado en conjunto con la exposición "The Love Doll: Days 1-30," en Nueva York, en Salon 94, del 15 de febrero al 5 de marzo. 26 de 2011 y en Londres, en la Galería Wilkinson, del 9 de junio al 10 de julio de 2011; "The Love Doll (Geisha): Días 31-36", en Aspen, Colorado, en la Galería Baldwin, del 16 de marzo al 4 de abril. 15, 2012; y "The Love Doll", en Tokio, en la galería Tomio Koyama, en 2013
- Simmons, Laurie; Nilsson, Isabella; Thorkildsen, Åsmund (2012).  Sjöström, Johan, ed. Laurie Simmons: Red, Yellow and Blue (Catálogo de exposición) (en sueco, Inglés). Gothenburg: The Gothenburg Museum of Art. ISBN 978-91-87968-78-5.

## Otras lecturas
- «Romance». PBS. 28 de octubre de 2007.
- Inside the Artist's Studio, Princeton Architectural Press, 2015. ( ISBN 978-1616893040    )
- Metropolitan Museum of Art:: http://www.metmuseum.org/TOAH/hd/pcgn/ho_2004.246.htm
- Entrevista con Laurie Simmons
- Artforum Laurie Simmons modelos a escala
- New York Magazine Laurie Simmons Love Doll: Days 1-30